# Aardbeving bij het Oslofjord
De aardbeving bij het Oslofjord (Zweeds: Oslofjordskalvet; Noors: Osloskjelvet) vond plaats bij de grens van Noorwegen en Zweden op zondagochtend 23 oktober 1904. Met 5,4 of 6,0 op de schaal van Richter was het de zwaarste aardbeving in de moderne geschiedenis van Zweden.
Het epicentrum bevond zich ten zuiden van de Oslofjord, bij de Koster-eilanden. Na deze aardbeving begon de Universiteit van Uppsala met seismologische metingen.

## Trivia
- De Zweedse folkartiest The Tallest Man on Earth schreef over de aardbeving het liedje "1904".[4] Het staat op zijn album There's No Leaving Now uit 2012.